# キュストリン一揆
キュストリン一揆 (ドイツ語: Küstrin Putsch) またはブーフラッカー一揆 (Buchrucker Putsch)は1923年9月26日にルール占領地帯で起こったドイツ政府への反乱である。
黒い国防軍のメンバー、ブルーノ・エルンスト・ブーフラッカー率いるグループはドイツ国首相グスタフ・シュトレーゼマンを放逐し、議会制民主主義政体から民族主義独裁体制への転換を目論んでいた。一揆の別の動機としては、ヴァイマル共和国軍が規模を縮小し、多くの軍人が生計の手段を失うことも挙げられていた。
駐屯地が置かれていたキュストリンを占拠する試みはヴァイマル共和国軍部隊により阻止された。一揆は城塞やハーネベルク要塞を制圧したが、それもごく短時間のことで、すぐに鎮圧された。ブーフラッカーらは逮捕され、大逆罪で要塞や刑務所に投獄されたが、一揆参加者の大部分はすぐに釈放され、処罰されることはなかった。